# Fall Guys: Ultimate Knockout
Fall Guys: Ultimate Knockout (укр. Відбувайли: Повний нокаут) — змагальна багатокористувацька відеогра, розроблена британською студією Mediatonic і видана компанією Devolver Digital. Проєкт був анонсований у 2019 році в рамках виставки E3. Вихід гри відбувся 4 серпня 2020 року на платформах PC і PlayStation 4.

## Ігровий процес
Fall Guys — гра в жанрах королівської битви, платформера і аркадної гри. В одному матчі може брати участь до 32 гравців, які керують вайлуватими істотами кумедного вигляду. Кожен матч розбитий на кілька раундів. У кожному раунді гравці в ході участі в міні-іграх повинні виконати певне завдання, при цьому частина гравців, які не виконали або не встигли виконати умови гри, вибуває.
Міні-ігри можуть бути як індивідуальними, так і колективними, вимагаючи спільного виконання завдання. Команд, залежно від міні-ігри може бути від двох до чотирьох. Міні-ігри можуть мати різні умови перемоги й поразки, наприклад: дістатися до фінішу раніше, ніж певний відсоток гравців, залишатися на рівні певний проміжок часу, уникаючи пасток, забити найбільшу кількість м'ячів іншій команді тощо.
Гра продовжується до тих пір, поки у фінальному раунді не залишиться один учасник.

## Розробка і випуск
Гра була анонсована 9 червня 2019 року в рамках E3 2019, де в якості платформ були названі ПК під управлінням Windows і приставка PlayStation 4. Спочатку вихід гри намічений на початок 2020 року, але згодом був відкладений до літа. Пізніше, в рамках трансляції Devolver Direct 2020, було оголошено, що вихід гри відбудеться 4 серпня.

## Сприйняття
Fall Guys отримала в цілому позитивні відгуки від критиків. Середній бал ПК-версії на агрегаторі оцінок Metacritic склав 78 балів зі 100, версії для PlayStation 4 — 80 балів.
На момент випуску гра користувалася популярністю як і серед гравців, так і у глядачів стримінгових сервісів. Так, на наступний день після запуску пікова кількість одночасних гравців в сервісі Steam перевищила 80 000 людей, а загальна кількість гравців на обох платформах склала понад 1,5 мільйона. В день релізу стріми по грі в сервісі Twitch одночасно дивилися понад 500 000 людей, що дозволило грі стати найбільш переглядуваною в цей день. Менш ніж через один тиждень в Steam було продано понад 2 мільйони копій.